# スカート、ひらり
「スカート、ひらり」は、日本の女性アイドルグループ・AKB48の楽曲。楽曲は秋元康により作詞、岡田実音により作曲されている。2006年6月7日にAKB48のインディーズ2作目のシングルとしてAKSから発売された。インディーズでのリリースは本作が最後になった（公演アルバムと配信楽曲は除く）。楽曲のセンターポジションは高橋みなみと前田敦子が務めた。

## 背景とリリース
本作は『チームA 1st Stage「PARTYが始まるよ」』で使用されたものである。
本作の購入特典の一つとして秋葉原UDXでファンの集いが開催された。シングルCDのカップリング曲には、本楽曲と同じく『チームA 1st Stage「PARTYが始まるよ」』の楽曲である「青空のそばにいて」が収録されている。
楽曲の選抜メンバーの7人は以後「スカひら7（セブン）」と呼ばれる。
楽曲のミュージック・ビデオは竹石渉が監督を務め、埼玉県立大学で撮影された。選抜外メンバーはバックダンサーで出演している。
テレビ音楽番組への初出演となった2006年6月9日放送分『ミュージックステーション』および『音楽戦士 MUSIC FIGHTER』では、当時のチームAメンバー20名全員が制服姿で登場し、選抜メンバーの7人をメインに同曲を披露した。
楽曲は、2006年にフジテレビで行われたイベント『お台場学園2006〜文化祭〜』のイメージソングに使用された。

## シングル収録曲
| #  | タイトル                                   | 作詞   | 作曲         | 編曲     | 時間 |
| -- | ------------------------------------------ | ------ | ------------ | -------- | ---- |
| 1. | 「スカート、ひらり」                       | 秋元康 | 岡田実音     | 梅堀淳   | 4:03 |
| 2. | 「青空のそばにいて」                       | 秋元康 | 八重樫ゆう一 | 山崎一稔 | 5:07 |
| 3. | 「スカート、ひらり（カラオケバージョン）」 |        |              |          | 4:03 |
| 4. | 「青空のそばにいて（カラオケバージョン）」 |        |              |          | 5:04 |

## 選抜メンバー
- 板野友美
- 大島麻衣
- 小嶋陽菜
- 高橋みなみ
- 中西里菜
- 成田梨紗
- 前田敦子